# Igor Mirković
Igor Mirković (Zagreb, 16. rujna 1965.) hrvatski je televizijski novinar, redatelj i urednik. 
Živi i radi u Zagrebu, gdje je stekao osnovno i srednjoškolsko obrazovanje, a potom diplomirao politologiju na Fakultetu političkih znanosti.

## Novinarsku karijera
Novinarsku karijeru započeo je 1989. godine kao reporter i urednik televizijskih emisija HRT-a, uključujući „U potrazi”, „Javna stvar”, „007” i „Od 5 do 12”. Radio je i u nezavisnim produkcijama te za CNN-ov "World Report" od 1994. do 1996., gdje je dobio nagradu za svoj rad.
Urednička karijera Igora Mirkovića uključuje brojne televizijske emisije. Također je radio u novinama i na radiju, pokrivajući različite teme i formate. Kao glavni urednik Studentske televizije, podučavao je buduće generacije novinara s Fakulteta političkih znanosti.

## Filmska karijera
Godine 1998. snimio je prvi dokumentarni film „Orbanići Unplugged”, u produkciji Factuma. Među njegovim najpoznatijim dokumentarcima su:
- „Novo, novo vrijeme” (2001.), snimljen u suradnji s Rajkom Grlićem, koji tematizira političke promjene u Hrvatskoj.

- „Sretno dijete” (2003.), glazbeni dokumentarac o punk-rock pokretu u bivšoj Jugoslaviji.[2]

Mirković je 2008. godine snimio svoj prvi kratki igrani film „Krupni otpad”, dok je njegov prvi dugometražni igrani film „Noćni brodovi”, premijerno prikazan 2012. Autor je 22 epizode televizijske serije Crno-bijeli svijet te redatelj 7 epizoda. Redatelj je i scenarist igranog filma Slatka Simona iz 2024. godine.

## Motovun Film Festival
Mirković je direktor Motovun Film Festivala, kulturne manifestacije nastale krajem devedesetih godina. U intervjuima je isticao važnost festivala kao platforme za nekonvencionalne i izazovne ideje.

## Privatni život
Oženjen je novinarkom Silvanom Menđušić, s kojom ima sina Filipa. 

## Nagrade
Njegov rad prepoznat je brojnim priznanjima, uključujući: Nagradu Ivan Šibl HRT-a 1995., nagradu Hrvatskog novinarskog društva te filmskih kritičara. Dobitnik je Porina 2005. za najbolji kompilacijski album	Sretno dijete (originalna glazba iz filma) kao urednik izdanja zajedno sa Sinišom Škaricom.

## Vanjske poveznice
- Igor Mirković u internetskoj bazi filmova IMDb-u (engl.)